# Luigi Lo Cascio
Pour les articles homonymes, voir Cascio.
Luigi Lo Cascio est un acteur italien né le 20 octobre 1967 à Palerme.

## Biographie
Luigi Lo Cascio se lance dans des études de médecine avec l'intention de devenir psychiatre. Il se produit ensuite avec une troupe d'acteurs de rue à Palerme, décroche en 1989 un rôle dans une pièce de théâtre et débute alors une tournée à travers l'Italie.
Il s'inscrit à l'École d'Art dramatique Silvio D'Amico et obtient, après diverses prestations théâtrales, le rôle de Peppino Impastato dans le film Les Cent pas (I Cento Passi). Sa prestation lui vaut le Prix David di Donatello du meilleur acteur.
Ces premiers succès lui permettent d'apparaître dans différentes productions, dont la plus remarquée est Nos meilleures années (La Meglio Gioventù), film produit par la RAI et d'une durée de plus de 6 heures.

## Filmographie

### Cinéma
- 2000 : Les Cent pas (I Cento Passi) de Marco Tullio Giordana : Peppino Impastato
- 2001 : Luce dei miei occhi de Giuseppe Piccioni:  Antonio
- 2002 : Le Plus Beau Jour de ma vie (Il più bel giorno della mia vita) de Cristina Comencini : Claudio
- 2002 : Nos meilleures années (La Meglio Gioventù) de Marco Tullio Giordana : Nicola Carati
- 2003 : Buongiorno, Notte de Marco Bellocchio : Mariano
- 2003 : Mio Cognato d'Alessandro Piva : Vito Quaranta
- 2004 : La vita che vorrei de Giuseppe Piccioni : Stefano / Federico
- 2004 : Occhi di cristallo d'Eros Puglielli : Inspecteur Amaldi
- 2005 : La Bête dans le cœur (La Bestia nel Cuore) de Cristina Comencini : Daniele
- 2006 : Perversion (Mare nero) de Roberta Torre : Luca
- 2006 : Il dolce e l'amaro d'Andrea Porporati : Saro Scordia
- 2008 : Une histoire italienne (Sanguepazzo) de Marco Tullio Giordana : le patriote
- 2008 : Miracle à Santa Anna (Miracle at St. Anna) de Spike Lee : Angelo Torancelli adulte
- 2008 : Il pacco de Desideria Rayner (court métrage)
- 2009 : Gli amici del bar Margherita de Pupi Avati : Manuelo
- 2009 : Baarìa de Giuseppe Tornatore : le fils du mendiant
- 2009 : Noi credevamo de Mario Martone : Domenico
- 2012 : Piazza Fontana (Romanzo di una strage) de Marco Tullio Giordana : Juge Ugo Paolillo
- 2012 : Dieci cadute de Nicola Console (court métrage)
- 2012 : La Città ideale de lui-même : Michele
- 2012 : 6 sull'autobus, segment Crisi umana : l'homme angoissé
- 2013 : Salvo de Fabio Grassadonia et Antonio Piazza : Enzo Puleo
- 2013 : Marina de Stijn Coninx : Salvatore Granata, le père de Rocco
- 2013 : Les Opportunistes (Il Capitale umano) de Paolo Virzì : Donato, le professeur
- 2014 : Nos enfants (I nostri ragazzi) d'Ivano De Matteo : Paolo
- 2015 : Il nome del figlio de Francesca Archibugi : Sandro
- 2015 : La città senza notte d'Alessandra Pescetta : Voix
- 2015 : Asino vola de Marcello Fonte et Paolo Tripodi
- 2017 : Smetto quando voglio - Masterclass de Sydney Sibilia : Walter Mercurio
- 2017 : Smetto quando voglio - Ad honorem de Sydney Sibilia (it) : Walter Mercurio
- 2018 : Piège de glace (Il mangiatore de pietre) de Nicola Bellucci : Cesare
- 2019 : Le Traître (Il traditore) de Marco Bellocchio : Salvatore Contorno
- 2020 : Les Liens qui nous unissent (Lacci) de Daniele Luchetti : Aldo dans les années 1980
- 2021 : Il regno di Hope de Francesco Calandra : Voix
- 2022 : Delta de Michele Vannucci : Osso
- 2022 : Il signore delle formiche de Gianni Amelio : Aldo Braibanti
- 2022 : Spaccaossa de Vincenzo Pirrotta : Machinetta
- 2022 : Chiara de Susanna Nicchiarelli : Cardinal Ugolini, Pape Grégoire IX
- 2022 : La stranezza de Roberto Andò : comédien en chef
- 2023 : Invelle de Simone Massi
- 2024 : L'ora solare (court métrage) : Ospite (voix)

### Télévision
- 2012 : Il sogno del maratoneta de Leone Pompucci : Dorando Pietri
- 2013 : Il bambino cattivo de Pupi Avati (téléfilm) : Michele
- 2022-2024 : Le Sale type (The Bad Guy) (série télévisée) (12 épisodes) : Nino Scotellaro

## Réalisateur
- 2012 : La Città ideale avec Aida Burruano, Luigi Maria Burruano, Barbara Enrichi, Massimo Foschi, Roberto Herlitzka
- 2012 : Il sogno del maratoneta de Leone Pompucci

## Théâtre
- 1989 : Aspettando Godot
- 1989 : I Coralli
- 1990 : La Sposa
- 1992 : La Signora delle Camelie
- 1992 : La Morte di Empedocle
- 1994 : Il labirinto di Orfeo
- 1994 : Coriolano
- 1995 : Verso Tebe
- 1996 : Romeo e Giulietta
- 1997 : La Famiglia Scroffenstein
- 1997 : Gloria del Teatro Immaginario
- 1997 : La Figlia dell'Aria
- 1998 : Salomè
- 1999 : Il figlio di Pulcinella
- 1999 : Amleto
- 1999 : Sogno di una Notte di Mezza Estate

## Récompenses et distinctions
- 2001 : Golden Globe Italien de la meilleure révélation masculine pour Les Cent pas
- 2001 : David di Donatello du meilleur acteur pour Les Cent pas
- 2001 : Prix d'interprétation masculine, Prix Pasinetti du meilleur acteur au Festival de Venise pour Luce dei miei occhi
- 2004 : Prix collectif du Syndicat Italien des Journalistes de Cinéma du meilleur acteur pour Nos meilleures années
- 2011 :  Prix collectif du Syndicat Italien des Journalistes de Cinéma pour Noi credevamo
- 2012 : Meilleur acteur de télévision au Festival Flaiano de Pescara pour Il sogno del maratoneta
- 2012 : Prix Arca CinemaGiovani du meilleur film italien au Festival de Venise pour La Citta ideale